# François-Hilaire Gilbert
Pour les articles homonymes, voir Gilbert.
François-Hilaire Gilbert, né à Châtellerault le 18 mars 1757 et décédé à Sigueruelo, en Castille (Espagne) le 7 septembre 1800, est un vétérinaire français.

## Biographie
À 14 ans, il est envoyé au collège de Montaigu, à Paris, pour poursuivre ses études ; il en est renvoyé, ainsi que du collège du Cardinal-le-Moine, pour son insolence. Ses parents le placent alors chez un procureur, mais ce dernier l’estime incapable de tout, et son père arrête de payer sa pension. Ce serait par la lecture de Buffon que naquit la passion de Gilbert pour le cheval ; à l’audience du ministre Necker, il obtient une place gratuite à l’École vétérinaire d’Alfort, où il devient professeur après seulement 3 ans d’études, puis directeur adjoint.
Il remporte divers prix sur des questions relatives à l’agriculture, dont la principale concernait les prairies artificielles, de la Société royale d’agriculture de Paris dont il devient correspondant en 1787. Il entre dans la première formation de l’Institut, et il est choisi par le gouvernement pour organiser et diriger les établissements agricoles de Sceaux, de Versailles et de Rambouillet, mais les deux premiers sont vite supprimés, et Gilbert se consacre au domaine de Rambouillet, surtout consacré aux mérinos.
Il remporte le prix de l’Académie d’Arras sur la question de savoir « Quelle est la meilleure méthode à employer pour faire des pâturages propres à multiplier les bestiaux en Artois ? », ou encore un autre prix, de l’Académie d’Amiens, sur les « moyens d’étendre et de perfectionner la culture des prairies artificielles dans la généralité de Picardie ». Il est aussi envoyé en Angleterre pour étudier les moutons à laine rouge. Le gouvernement l’emploie à lutter contre les épizooties, une mission difficile, d’autant qu’il dit voir des paysans refuser d’employer pour leurs bestiaux d’autre remède que l’eau bénite (Recherches sur les causes des maladies charbonneuses dans les animaux…, 1795).
Il a par ailleurs rédigé une instruction sur les moyens de détruire les loups, qui n’a pas été imprimée, un mémoire sur le commerce des blés, des observations sur des abus et pratiques nuisibles qui perdurent dans les campagnes, divers mémoires sur le séransage, sur le bottelage, le javelage des avoines, sur la cuscute et les moyens d’en délivrer les prairies, la comparaison des méthodes de semer ou de planter les blés, des observations sur les dangers du dessèchement de tous les étangs de la République, ordonné par la Convention, des rapports sur les établissements du Raincy, d’Alfort, de Rambouillet, de Sceaux et de Versailles. On lui doit divers articles dans la Décade, le Magasin encyclopédique, la Feuille du cultivateur.
Il est l’un des premiers promoteurs des prairies naturelles et de l’acclimatation en France du mouton mérinos d’Espagne sur demande du gouvernement français.
Directeur adjoint de l’École vétérinaire d’Alfort, il est reçu à l’Académie des sciences en 1795. Il fut également membre du Corps législatif sous le Consulat.
Une rue centrale de Châtellerault, près de l'hôtel de ville et longue de plusieurs centaines de mètres,  porte son nom.

## Publications
- Recherches sur les moyens d’étendre et de perfectionner la culture des prairies artificielles en Picardie [Mémoire couronné en 1787 par l'Académie d'Amiens], 1787 ; Paris : J.-B. Dumoulin, 1880, in-16, XXXV-154 p.
- Traité des prairies artificielles ou Recherches sur les espèces de plantes qu’on peut cultiver avec le plus d’avantage en prairies artificielles, dans la généralité de Paris, et sur la culture qui leur convient le mieux [couronné en 1787 pour le prix proposé par la Société royale d’agriculture le 30 mars 1786], Paris : Impr. de la Ve d’Houry et Debure, 1789, in-8°, IV-300 p. Texte en ligne ; revu en 1801 par Cretté-Palluel, ancien membre de la Société royale d’agriculture et maître de poste à Dugny ; éd. en 1802, in-12 ; 6e éd. (revue par M. Ch. Yvart, et précédée d’une notice historique sur Gilbert par Cuvier), Paris : Huzard, 1826, in-8°, XXXII-384 p.
- avec M. La Croix (artiste vétérinaire de Haute-Vienne), Instruction sur les moyens de guérir et surtout de prévenir la maladie qui règne sur les bestiaux dans le département de la Haute-Vienne et s’opposer à sa propagation, s. l. : Impr. de F. Barbier, 1793, in-12, 12 p.
- avec Jacques-Martin Cels, Instructions sur les effets des inondations et débordements des rivières, relativement aux prairies, aux récoltes de foin et à la nourriture des animaux, publiée par le Conseil d'agriculture du ministère de l'Intérieur, Paris : Impr. de la République, 1795, in-8°, 17 p.
- Recherches sur les causes des maladies charbonneuses dans les animaux, et sur les moyens de combattre et de prévenir ces affections morbifiques, Paris : Impr. de la République, 1795, in-8°, 72 p.
- Recherches sur les espèces de prairies artificielles qu’on peut cultiver avec le plus d’avantage en France, Metz : Impr. de Behmer, 1796, in-12, 263 p. ;  éd. en 1799 ; nouvelle  éd. en 1801, même lieu, in-8°, IV-262 p.